# Cá cóc sần
Cá cóc sần (Danh pháp khoa học: Tylototriton asperrimus) là một loài lưỡng cư trong họ Cá cóc Salamandridae thuộc Bộ Có đuôi Caudata. Loài này được phát hiện tại Lạng Sơn, Phú Thọ, Nghệ An thuộc Việt Nam. Ở nơi chúng sinh sống, người dân bản địa đã đặt tên cho một số ao mang tên là ao cá cóc vì có rất nhiều loài cá cóc này sinh sống.

## Ghi nhận
Đây là loài cá cóc sần đặc biệt quý hiếm, thuộc nhóm A trong Sách đỏ cần bảo vệ của Việt Nam và thế giới. Cá cóc sần được phát hiện lần đầu năm 1909 ở độ cao 1.000 m thuộc núi Mẫu Sơn, Lạng Sơn bởi một kỹ sư lâm nghiệp người Pháp. Năm 1930 phát hiện này mới được công bố và mẫu vật này hiện đang lưu giữ, trưng bày tại Viện bảo tàng tự nhiên Paris, Pháp và bảo tàng London, Anh. Năm 2014, một nhóm cá thể cá cóc sần quý hiếm sinh sống ở độ cao 700 m được một đoàn khảo sát phát hiện tại khu vực rừng nguyên sinh núi Hem thuộc tỉnh Phú Thọ.

## Đặc điểm

### Mô tả
Loài cá cóc này có hình dạng giống thằn lằn màu nâu sẫm, chiều dài thân loài cá cóc này từ khoảng dài khoảng 5–9 cm. So với cá cóc Tam Đảo và cá cóc Việt Nam, chúng có lớp da sần sùi hơn và màu sẫm hơn. Cá cóc sần từng bị nhầm lẫn với cá cóc Việt Nam do rất giống nhau ở màu vàng cam đầu các chi, mép dưới đuôi, viền quanh lỗ hậu môn. Đầu rộng, tuyến mang tai gồ cao, phình rộng, hơi xiên về phía sau gờ giữa sống lưng gồ cao với nhưng u lồi khá lớn chạy dọc hai bên sườn từ phía sau chi trước đến gốc đuôi. Giữa sống lưng của cá có gồ nổi kéo dài tiếp nối với đuôi hai bên sườn và có nhiều khối u tròn lồi khá lớn chạy từ chi trước đến gốc đuôi.
Toàn bộ thân con cá cóc này có những nốt sần nhỏ, da được bao phủ bởi các nốt sần nhỏ. Phía mặt dưới bụng có những nếp nhăn nằm ngang xếp thẳng hàng nhau, phía dưới bụng cá có các nếp nhăn chạy ngang. Chi trước có 4 ngón, không có màng bơi, chi sau có 5 ngón có màng bơi ở phần sát gốc bàn chân. Mặt lưng và bụng có màu nâu sẫm. Mép bàn chân, bàn tay, mặt dưới các ngón và rìa phía dưới của đuôi (riềm dưới đuôi) có màu cam. Đuôi dẹp theo chiều thẳng đứng, mút đuôi nhọn.

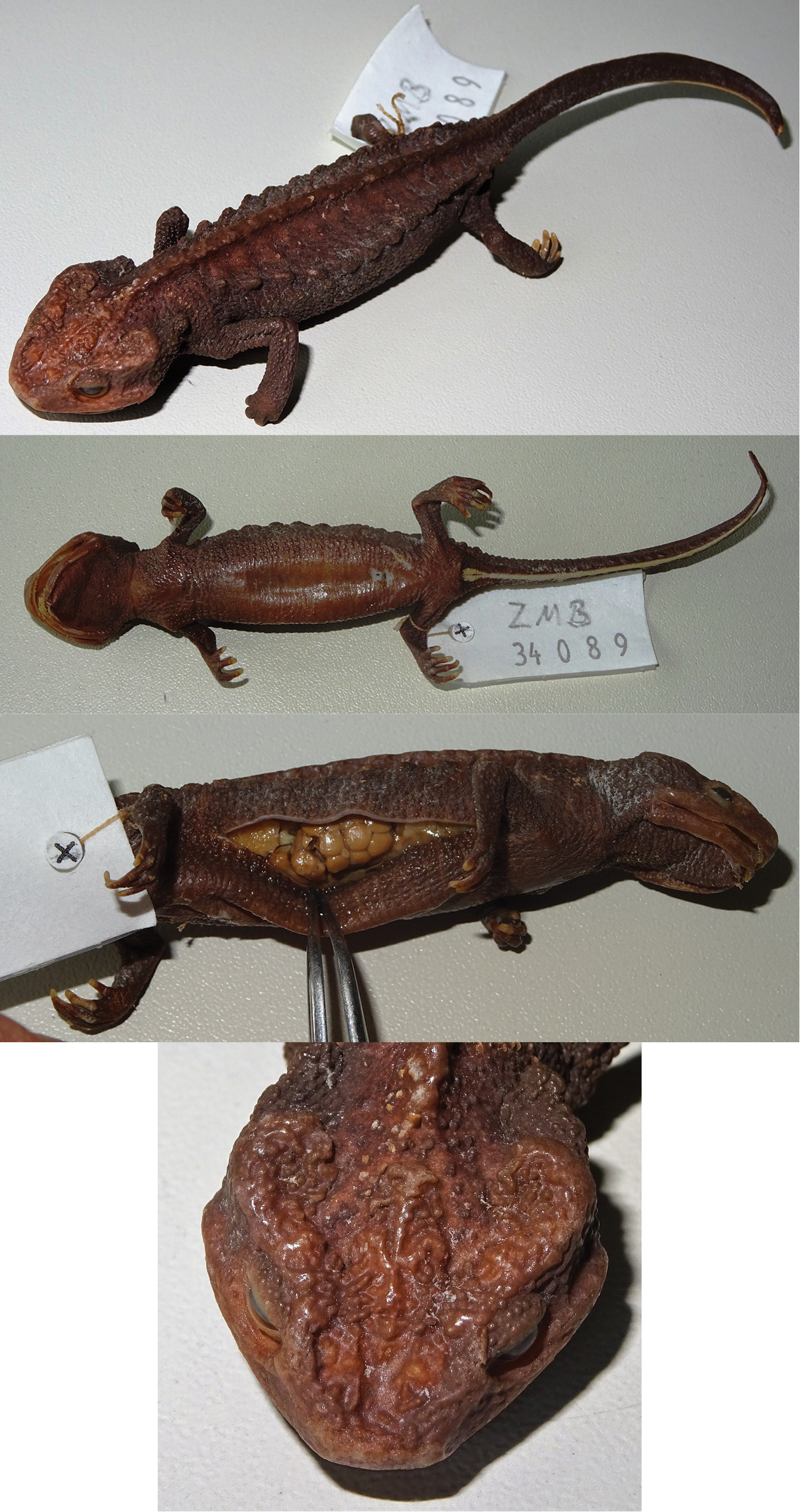
Mẫu vật

### Tập tính
Đây là một loài lưỡng cư sống cả trên cạn và dưới nước, chúng thường sống ở những nơi ao tù, nước đọng, khu vực phát hiện ra loài cá cóc này có độ cao trên 500m so với mực nước biển. Loài lưỡng cư này thường sống ở các vực nước nhỏ, tĩnh, các ao, vũng, dưới các tảng đá hay cây gỗ mục, có nhiều bùn hoặc thảm thực vật mục trong rừng. Chúng ăn các loài giun, côn trùng và một số loài động vật không xương sống khác. Cá cóc sần thường bị đồng bào dân tộc săn bắt để làm thuốc ở các khu vực miền núi.